# Midget
Midget — англійський поппанк гурт зі Стемфорда, графство Лінкольншир, створений у 1996 році.

## Історія
Тріо розпочало свою кар'єру під назвою Smokin' Lizards. Гурт був створений, коли його учасники, Річард Гомбо, Енді Гокінс, Лі Мейджор, були ще підлітками, група швидко розпалася, щоб незабаром знову зібратися під назвою Midget. Тріо записало демо-касету, яка привернула увагу кількох лейблів, і наприкінці 1996 року вони підписали контракт з лейблом Radar Records.
У 1997 році тріо випустило мініальбом Alco-pop. У 1998 році вийшов альбом Jukebox, у 2000 — альбом Individual Inconsistent, у 2004 — альбом The Milgram Experiment. В 1998 році два сингли гурту потрапили до чарту синглів Великобританії UK Singles Chart, «All Fall Down» досяг 57-го місця, а «Invisible Balloon» — 66-го.
Гурт Midget розпався у 2001 році для роботи над окремими проєктами, але знову возз'єднався у 2006 році. 18 вересня 2006 року гурт Midget відіграв свій перший концерт за майже шість років у музичному закладі Social, Лондон. 

## Учасники гурту
- Річард Гомбо (Richard Gombault) — вокал, гітара,
- Енді Гокінс (Andy Hawkins) — бас,
- Лі Мейджор (Lee Major) — барабани

## Дискографія
Мініальбоми
- Alco-Pop (1997)

Студійні альбоми
- Jukebox (1998)
- Individual Inconsistent (2000)
- The Milgram Experiment (2004)